# Populares
Populares („Cei ce favorizau poporul“, singular popularis) au fost liderii aristocratici în Republica Romană târzie care tindeau să folosească adunările poporului într-un efort în a rupe monopolul deținut de nobiles și optimates asupra puterii politice.
Planurile populare includeau mutarea unor cetățeni romani în coloniile provinciale; extinderea cetățeniei către comunitățile din afara Romei și Italiei; și modificarea subvențiilor de grâne și valorii monetare. Cauza lor și-a atins piscul sub dictatura lui Iulius Cezar, cel mai avid lider al populares. După crearea celui de Al doilea triumvirat (43 î.Hr.–33 î.Hr.), cauza populares a fost esențialmente distrusă.
Exceptându-l pe Cezar, alți membri populares notabili au fost Frații Gracchi, Marius, Clodius, și (în timpul Primului triumvirat) Crassus și Pompei.